# Manuel María José de Galdo
Manuel María José de Galdo López de Neira (Madrid, 16 de enero de 1825 – Madrid, 19 de julio de 1895) fue un político progresista y naturalista español. Catedrático de Historia Natural, autor del primer 'libro de texto' de Ciencias Naturales escrito en castellano, Galdo fue un temprano defensor de la instrucción pública, la libertad de cátedra, la creación de bibliotecas públicas y la educación de la mujer (aunque no llegó a reconocer los derechos políticos del sexo femenino). En el Sexenio Democrático fue alcalde de Madrid durante un breve aunque muy activo periodo.

## Biografía

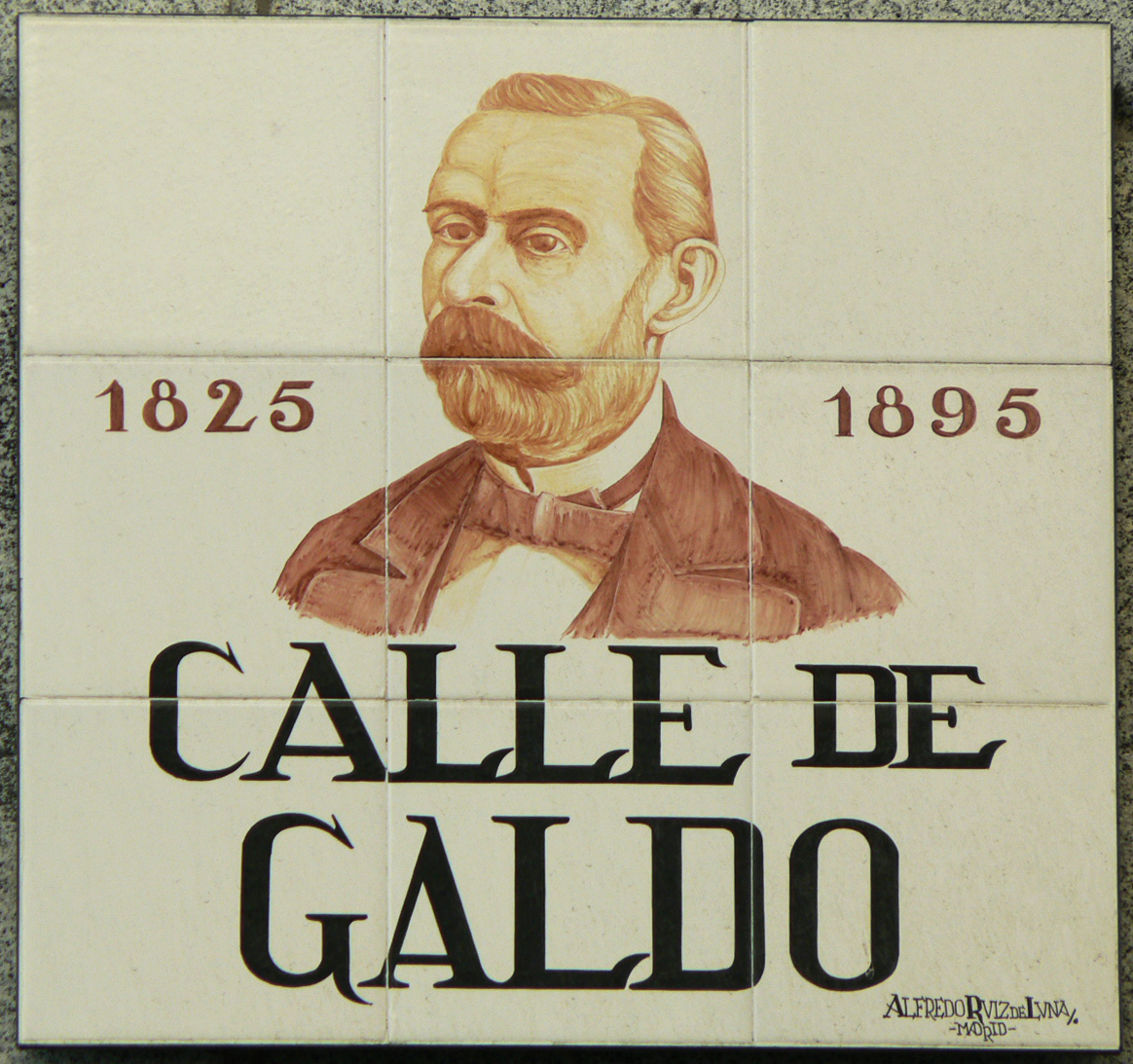
La imagen del alcalde Galdo en la placa del callejero de azulejos del ceramista Ruiz de Luna.

Como alcalde, en los pocos meses que ocupó el puesto durante 1870, impulsó la creación de un almacén general para la villa de Madrid (Pósito de Santa Engracia); la institución de la Escuela Moderna de Barceló (o Escuela Modelo de la plaza del Dos de Mayo, junto al antiguo hospicio), y de las Escuelas Aguirre; y diseñó el nomenclátor de las calles del nuevo barrio burgués del marqués de Salamanca.
En el terreno político Galdo ocupó el sillón de senador del Reino en el Partido Progresista y el Liberal-fusionista (durante los años 1872-73, 1879, 1880-81 y 1885-86) por la provincia de Madrid (1872-1873) y por la Universidad de Salamanca (1879-1890). Asimismo fue vocal del Consejo Superior de Sanidad y consejero de Instrucción Pública y del Monte de Piedad y Caja de Ahorros de Madrid. Representando al Gobierno español, asistió a la inauguración del canal de Suez y a la Exposición Universal de París (1878).
En el apartado cultural y más específico de lo docente, Galdo trabajó como catedrático de Historia Natural en los dos únicos institutos madrileños de su época: el de San Isidro y el del Cardenal Cisneros, antes llamado 'del Noviciado'. De este último fue director desde 1881 hasta su muerte en 1895. Su trabajo quedó depositado en el Manual de historia natural —que él mismo solía llamar 'mi libro'—, publicado en 1855 en Madrid por la imprenta de José Rodríguez, y cinco años después por la de Santiago Aguado.
También fue socio fundador del Ateneo y de la Sociedad Antropológica de España, miembro de la Sociedad Geográfica de Francia y corresponsal de las Academias de Ciencias Médicas, Físicas y Naturales de La Habana y Lisboa.
Fue caballero de la Orden de Carlos III y caballero de la Orden de Isabel la Católica; y en 1901, la calle del Candil perdió su nombre tradicional en favor del alcalde Galdo. Está enterrado en la Sacramental de San Miguel, Santa Cruz, Santos Justo y Pastor y San Millán.

## La copla del alcalde ubicuo
Aunque Galdo permaneció apenas un año en la alcaldía madrileña, su actividad y entrega llegaron a ser populares como demuestra esta coplilla aparecida en Madrid Cómico:
"A Galdo veo en la plaza,
él en todo mete baza,
y hasta cuando tomo caldo,
me voy a encontrar con Galdo".